# 307
307 је била проста година.

## Догађаји
- Зима: Цар Галерије однео другу победу над Сарматима.
- Галерије шаље Валерија Севера са војском северне Италије, да угуши побуну у Риму. Међутим, суочени са својим бившим царем Максимијаном, војници га напуштају, а Север бежи у Равену. Максимијан опседа Севера у Равени, који се потом предаје. Максенције чини Севера таоцем, у покушају да задржи Галерија подаље о трона.
- Лето: Очекујући Галеријеву офанзиву, Максимијан путује у Галију да склопи савез са Константином.
- Касно лето или јесен: Галерије напада Италију, али Максенције остаје иза зидина Рима. Галерије открива да не може да опседа град, а слика цара који се бори против Рима штети Галеријевом имиџу међу трупама. Не помаже ни чињеница да му је Максенције зет, а Максенције се труди да подмити Галеријеве трупе. Галерије неуспешно покушава да преговара, и препознајући Максенцијеве покушаје подмићивања и опасност да га Максимијан и Константин заробе у Италији, Галерије одлучује да се повуче из Италије. Да би заситио своје трупе током повлачења, он пљачка италијанска села. У међувремену, Максенције погуби Севера.
- Децембар: Константин се жени Максимијановом ћерком Фаустом, а Максимијан га унапређује у Августа.
- Пред крај године Галерије даје својој жени (Диоклецијановој ћерки) Галерији Валерији титулу Августа.

### Јануар
8. јануар – Умире кинески цар Хуи од Ђина након 16-годишње владавине, у којој је осам војвода царске породице водило грађански рат (Рат осам принчева) један против другог у борби за власт. Хуаи од Ђина, 23 године, наследио је свог оца и постао трећи владар Династије Ђин.